# Anomonotes leucomerus
Anomonotes leucomerus är en skalbaggsart som beskrevs av Heller 1917. Anomonotes leucomerus ingår i släktet Anomonotes och familjen långhorningar. Inga underarter finns listade i Catalogue of Life.